# Luthers Apfelbäumchen
Luthers Apfelbäumchen (oft auch nur Apfelbäumchen) ist ein Begriff, der 1944 erstmals nachweisbar ist, vermutlich in den 1930er Jahren entstand und angeblich aus einem Ausspruch Martin Luthers stammt. Der Begriff bzw. der Spruch erlangte als Symbol für den Wiederaufbau nach dem Zweiten Weltkrieg bundesweite Bekanntheit, verursachte Baumpflanzungsaktionen und ist Titel eines Benefizalbums bzw. einer LP von Reinhard Mey aus dem Jahr 1989.

## Zitat
„Wenn ich wüsste, dass morgen die Welt unterginge, würde ich heute noch ein Apfelbäumchen pflanzen.“

## Entstehung
In einem Hadith wird der muslimische Prophet Mohammed (570–632) mit diesem Satz zitiert.
Der emeritierte Wuppertaler Theologieprofessor und Lutherforscher Martin Schloemann, der ein Buch über dieses Zitat schrieb, kam zu dem Ergebnis, dass es nicht von Martin Luther stammt. Vielmehr entstamme es dem Lutherbild aus dem 19. Jahrhundert, des den Familiengarten pflegenden, frommen Hausvaters. Luther habe sich tatsächlich aber mehr auf den Weltuntergang gefreut, als ihn zu fürchten.
Erstmals nachgewiesen ist der Spruch im Oktober 1944 in einem Rundbrief der Bekennenden Kirche in Hessen, in dem der Hersfelder Pfarrer Karl Lotz das Wort „Apfelbäumchen“ als schon bekannt voraussetzte.

## Verbreitung und Rezeption
Nach dem Krieg sollen der Landesbischof Hanns Lilje und der spätere Bundespräsident Gustav Heinemann das Wort weiter verbreitet haben, es wurde eine Losung für den Wiederaufbau. Nach Schloemanns persönlichen Befragungen schoben sich Lilje und Heinemann die Urheberschaft gegenseitig zu. Auch Otto Grotewohl, bestimmte RAF-Sympathisanten, der schwedische Ministerpräsident Olof Palme, Rita Süssmuth, Wolfgang Schäuble und Helmut Kohl hätten das Wort „Apfelbäumchen“ vielfach verwendet. Reinhard Mey benannte schließlich ein Musikalbum danach, Gottfried Benn schrieb das Gedicht „Was meinte Luther mit dem Apfelbaum?“ Auf der Brüsseler Weltausstellung stand der Spruch als Motto mehrsprachig auf dem deutschen Pavillon.
1951 wurden in Anlehnung an den Spruch in Bad Salzuflen Bäume gepflanzt. Zur 500-Jahr-Feier entstand in Wittenberg der Luthergarten, wo u. a. der schwedische König und die dänische Königin Bäume pflanzten. Vor dem Lutherhaus Eisenach steht ebenfalls ein Apfelbaum mit einer Tafel, auf der bis 2022 das angebliche Luther-Zitat zum Apfelbäumchen zu lesen war. Im Frühjahr 2023 ließ das Lutherhaus Eisenach eine neue Tafel anbringen, die die Entstehung des vermeintlichen Luther-Zitats erläutert und historisch einordnet.
Hoimar von Ditfurth schrieb das 1985 erschienene Spiegel-Bestseller-Sachbuch So laßt uns denn ein Apfelbäumchen pflanzen, in dem er sich mit der unsicheren Zukunft der Menschheit befasst. Darum geht es auch in dem 2011 veröffentlichten Lied Der Apfelbaum von Christian Franke und Edward Simoni.